# Jane Langton
Jane Gillson Langoton (Boston, 30 dicembre 1922 – Lincoln, 22 dicembre 2018) è stata una scrittrice e illustratrice statunitense specializzata in letteratura per ragazzi e gialla.

## Biografia
Jane Gillson Langoton nasce a Boston il 30 dicembre 1922.
Studia astronomia al Wellesley College e all'Università del Michigan (dove ottiene un B.A. nel 1944) e storia dell'arte sempre nel Michigan (M.A. nel 1945) e al Radcliffe College (M.A. nel 1948).
Esordisce nel 1961 con il romanzo The Majesty of Grace e l'anno successivo con The Diamond in the Window inaugura la fortunata serie young adult della Famiglia Hall. Nel 1964 con The Transcendental Murder crea il personaggio del professore-investigatore di Harvard Homer Kelly che tornerà in numerose opere dell'autrice.
A coronamento della sua longeva e prolifica carriera le viene conferito nel 2018 dalla Mystery Writers of America il Grand Master Award.
Muore il 22 dicembre 2018 a Lincoln, nel Massachusetts, pochi giorni prima del suo 96º compleanno in seguito all'aggravarsi di problemi respiratori.

## Opere principali

### Serie Famiglia Hall
- The Diamond in the Window (1962)
- The Swing in the Summerhouse (1967)
- The Astonishing Stereoscope (1971)
- The Fledgling (1980)
- The Fragile Flag (1984)
- The Time Bike (2000)
- The Mysterious Circus (2005)
- The Dragon Tree (2008)

### Serie Homer Kelly
- The Transcendental Murder (1964)
- Sole nero a Nantucket (Dark Nantucket Noon) (1975), Milano, Baldini & Castoldi, 2002 traduzione di Lidia Lax ISBN 88-8490-129-4.
- The Memorial Hall Murder (1978)
- Natural Enemy (1982)
- Emily Dickinson è morta (Emily Dickinson Is Dead) (1984), Milano, Baldini & Castoldi, 2001 traduzione di Ombretta Baldini ISBN 88-8490-003-4.
- Good and Dead (1986)
- Murder at the Gardner (1988)
- Dante game (The Dante Game) (1991), Milano, S. Bonnard, 2005 traduzione di Francesca Bandel Dragone ISBN 88-86842-99-6
- God in Concord (1992)
- Divine Inspiration (1993)
- The Shortest Day: Murder at the Revels (1995)
- Dead as a Dodo (1996)
- The Face on the Wall (1998)
- Il ladro di Venezia (The Thief of Venice) (1999), Milano, S. Bonnard, 2004 traduzione di Francesca Bandel Dragone ISBN 88-86842-72-4
- Murder at Monticello (2001)
- The Escher Twist (2002)
- The Deserter: Murder at Gettysburg (2003)
- Steeplechase (2005)

### Altri romanzi
- The Majesty of Grace (1961)
- The Boyhood of Grace Jones (1972)
- Paper Chains (1977)

### Libri illustrati
- The Hedgehog Boy: A Latvian Folktale (1985)
- Salt: From a Russian Folktale (1992)
- The String of Pearls (1994)
- Saint Francis and the Wolf (2007)

## Riconoscimenti
- Bouchercon Lifetime Achievement Award: 2000
- Medaglia Newbery: Medaglia d'onore 1981 per The Fledgling
- Premio Nero Wolfe: 1984 per Emily Dickinson è morta
- Mystery Writers of America: 2018